# Concilium plebis
Concilium plebis a fost adunarea principală a oamenilor de rând din vechea republică romană. Funcționa ca o adunare legislativă/judiciară, prin care plebeii (plebeii) puteau adopta legislații (numite plebiscite), alege tribuni plebei și edili plebei și judeca cauze judiciare. Consiliul plebeian a fost organizat inițial pe baza Curiei, dar în 471 î.Hr. a adoptat un sistem organizatoric bazat pe districte sau triburi rezidențiale. Consiliul plebeian se întrunește de obicei în fântâna Comitium și nu putea fi convocat decât de tribuna plebei. Patricienii au fost excluși din Consiliu.

## Istorie

### Din 509 până în 471 î.Hr.
Când Republica Romană a fost fondată în 509 î.Hr., poporul roman a fost împărțit în total treizeci de curii. Plutarh și Dionysos din Helicarnassus credeau că aceste curii erau subdiviziuni ale celor trei triburi romulene. Curiae au fost organizate pe baza familiei și, prin urmare, a structurii etnice a Romei timpurii. Fiecare curie avea chiar propriile sărbători, zei și rituri religioase. Cele treizeci de curii s-au adunat într-o adunare legislativă cunoscută sub numele de Comiția Curiată sau Adunarea Curiată. Această adunare a fost creată la scurt timp după întemeierea legendară a orașului în 753 î.Hr. și a ales oficial noi regi romani. În acest timp, plebeii nu aveau drepturi politice și nu puteau influența dreptul roman. Fiecare familie plebea depindea de o anumită familie patriciană. În consecință, fiecare familie de plebei aparținea aceleiași curii ca și patronul ei patrician. În timp ce plebeii aparțineau fiecare unei anumite curii, numai patricienii puteau vota efectiv în Adunarea Curiată.
Consiliul plebeian a fost organizat inițial în jurul biroului tribunilor plebei în 494 î.Hr. Plebeii s-au întâlnit probabil în propria lor adunare înainte de înființarea biroului Tribunei Plebei, dar această adunare nu ar fi avut niciun rol politic. Oficiile tribunului plebeu și ale edilului plebei au fost create în anul 494 î.Hr. în urma primei secesiuni plebei. În 494 î.Hr., plebeii au ținut întâlniri de noapte în unele districte, primele lor încercări de organizare concentrându-se pe probleme legate de clasa lor. Unele dintre aceste probleme includ datoria, drepturile civile și funciare și serviciul militar. Tribunii plebei au fost, de asemenea, însărcinați cu protejarea intereselor plebeilor împotriva oligarhiei patriciene. În 492 î.Hr., funcția de Tribune a fost recunoscută de patricieni, creând astfel o adunare legitimă de plebei (Concilium Plebis). După 494 î.Hr., un tribun plebeian a prezidat întotdeauna Adunarea curiatului plebeian. Această „Adunare a curiatului plebeu” a fost Consiliul plebeian inițial, care a ales tribunii și edilei plebei și a adoptat legislația (plebiscita) care se aplica numai plebeilor.

### Din 471 până în 27 î.Hr.
În ultimii ani ai Imperiul Roman, regele Servius Tullius a adoptat o serie de reforme constituționale. Una dintre aceste reforme a avut ca rezultat crearea unei noi unități organizatorice, tribul, care să asiste la reorganizarea armatei. Diviziunile sale nu erau etnice (cum erau diviziunile Curiei), ci mai degrabă geografice. Tullius a împărțit orașul în patru districte geografice, fiecare cuprinzând un singur trib. Între domnia lui Tullius și sfârșitul secolului al III-lea î.Hr., numărul triburilor s-a extins de la 4 la 35. Până în 471 î.Hr., plebeii au hotărât că organizarea pe trib le acorda un nivel de independență politică față de patronii lor patricieni. Prin urmare, în jurul anului 471 î.Hr. a fost adoptată o lege care să permită plebeilor să înceapă organizarea pe trib. Astfel, „Adunarea Curiatului Plebeian” a început să folosească triburile, mai degrabă decât curiae, ca bază de organizare. Ca atare, Consiliul plebeian s-a schimbat dintr-o „Adunare a curiatului plebeian” într-o „Adunare tribală plebeiană”.
Singura diferență dintre Consiliul plebeu de după 471 î.Hr. și Adunarea tribală obișnuită (care s-a organizat și pe baza triburilor) a fost că triburile Consiliului plebeu includeau doar plebei, în timp ce triburile Adunării tribale includeau atât plebei, cât și patricieni. . Cu toate acestea, majoritatea romanilor erau plebei. Prin urmare, principalele diferențe dintre Consiliul Plebeian și Adunarea Tribală au fost mai degrabă legale decât demografice. Aceste diferențe juridice derivă din faptul că dreptul roman nu recunoaște o adunare formată doar dintr-un grup de oameni (plebei în acest caz) dintr-o adunare formată din tot Poporul Romei. Cu timpul, însă, aceste diferențe juridice au fost atenuate prin legislație. Consiliul plebeian a ales doi ofițeri plebei, tribunii și edilii, și astfel legea romană ia clasificat pe acești doi ofițeri drept reprezentanți aleși ai plebeilor. Ca atare, aceștia au acționat ca președinți ai acestei adunări.
Plebeii, prin Consiliul Plebeian, au început să câștige putere în acest timp. Două secesiuni în 449 î.Hr. și 287 î.Hr. au adus o autoritate sporită pentru adunarea plebeilor și conducătorii săi și, în mare parte, datorită concesiunilor făcute de dictatori și consuli, populația plebee acum mobilizată și furioasă a început să dezvolte puterea. În anul 339 î.Hr., Lex Publilia a făcut legea plebiscitelor (legislație plebea), totuși aceasta nu a fost acceptată pe scară largă de patricieni până în 287 î.Hr. Lex Hortensia, care a dat definitiv conciliului puterea de a crea legi pentru care atât plebeii, cât și patricieni să le facă. fii supus. În plus, între 291 și 219 î.Hr., Lex Maenia a cerut senatului să aprobe orice proiect de lege înaintat de Consiliul plebeian.
În 88 î.Hr., Sulla a introdus măsuri care au transferat toată puterea de vot către Comiția Centuriata de la adunările tribale, făcând astfel Consiliul plebei practic neputincios.

### După 27 î.Hr.
Deși Consiliul Plebeian a supraviețuit căderii Republicii Romane și-a pierdut rapid puterile legislative, judiciare și electorale în fața Senatului. În virtutea statutului lor de tribuni perpetui, atât Iulius Caesar, cât și împăratul Augustus au avut întotdeauna control absolut asupra Consiliului plebeian. Consiliul plebeian a dispărut la scurt timp după domnia lui Tiberiu.

## Consiliul plebeian și conflictul ordinelor
Crearea biroului de tribun plebeu și de edil plebeu a marcat sfârșitul primei faze a luptei dintre plebei și patricieni (Conflictul Ordinelor). Următoarea dezvoltare majoră în acest conflict a avut loc prin Consiliul Plebeian. În timpul unei modificări a legii Valeriane inițiale în 449 î.Hr., plebiscitele au dobândit întreaga forță de lege și, astfel, s-au aplicat tuturor romanilor. Înainte de această perioadă, plebiscitele se aplicaseră numai plebeilor. Până la începutul secolului al IV-lea î.Hr., plebeii, cărora le lipsea încă vreo putere politică reală, deveniseră epuizați și amarați. În 339 î.Hr. au facilitat adoptarea unei legi (lex Publilia), care a adus Conflictul Ordinelor mai aproape de încheiere. Înainte de acest timp, un proiect de lege adoptat de orice adunare putea deveni lege numai după ce senatorii patricieni și-au dat aprobarea, care venea sub forma unui decret numit auctoritas patrum („autoritatea părinților” sau „autoritatea senatorilor patricieni”). . Lex Publilia cerea ca auctoritas patrum să fie adoptată înainte ca o lege să poată fi votată de una dintre adunări, mai degrabă decât după aceea. Această modificare pare să fi făcut irelevantă auctoritas patrum. Astfel, Consiliul plebeian a devenit independent de aristocrația patriciană în orice, în afară de nume.  
Până în 287 î.Hr., starea economică a plebeului mediu se deteriorase și mai mult. Problema pare să se fi concentrat pe îndatorarea pe scară largă. Plebeii au cerut scutire, dar senatorii, cei mai mulți dintre ei aparținând clasei creditorilor, au refuzat să se supună cererilor plebeilor. Plebeii s-au retras în masă pe dealul Janiculum, rezultând secesiunea finală a plebeilor. Pentru a pune capăt acestei mișcări, a fost numit un dictator plebeian (Quintus Hortensius), care în cele din urmă a adoptat o lege numită „Legea hortensiană” (lex Hortensia). Cea mai semnificativă componentă a acestei legi a fost încetarea de către aceasta a cerinței ca auctoritas patrum să fie obținută înainte ca orice proiect de lege să poată fi examinat de Consiliul Plebeian. În acest fel, legea a înlăturat de la senatorii patricieni controlul final asupra Consiliului plebeian. Lex Hortensia, totuși, nu ar trebui privită ca triumful final al democrației asupra aristocrației. Relațiile strânse dintre tribunii plebei și senat au făcut ca senatul să poată exercita încă un grad mare de control asupra Consiliului plebeian. Astfel, semnificația supremă a acestei legi a fost că le-a furat patricienilor ultima lor armă asupra plebeilor. Aceasta a pus capăt Conflictului Ordinelor și a adus plebeii la un nivel de egalitate politică deplină cu patricienii.

## Funcție

### Organizarea Consiliului plebeian
La formarea sa, Consiliul Plebeian a fost organizat de Curiae și a servit ca un consiliu electoral în care cetățenii plebei puteau vota pentru a adopta legi. Consiliul plebeian avea să aleagă tribunii plebei pentru a prezida ședințele lor. Este puțin probabil, totuși, ca consiliul să fi avut vreo recunoaștere constituțională înainte de crearea celor douăsprezece tabele între 451 și 450 î.Hr. La ședințele Consiliului plebeian, ei aveau să adopte rezoluții, să conducă procese și să discute chestiuni legate de starea plebeilor. Capacitatea lor de a efectua urmăriri politice a fost ulterior restricționată de cele douăsprezece mese. Sistemul organizațional al unității tribale a fost adoptat de consiliu în 471 î.Hr., deși relația exactă dintre tribuni și triburi este neclară, deoarece numărul tribunilor nu era egal cu numărul triburilor. În plus, majoritatea triburilor erau situate în afara orașului, în timp ce tribunele plebei erau exclusiviste pentru oraș.
În sistemul tribal, Consiliul plebeilor alegea tribunii plebeilor, care acționau ca purtători de cuvânt pentru cetățenii plebei. Tribunii erau venerați, iar plebeii au jurat că se vor răzbuna pe oricine le-ar face rău. De-a lungul timpului, Concilium Plebis a devenit cel mai eficient mijloc de legislație din Republică, până la introducerea măsurilor lui Sulla în 88 î.Hr.

#### Tribuna plebei
Pentru tribuns plebei au fost aleși de Consiliul plebeian. La început, doar 2 până la 5 tribuni au fost aleși până când Colegiul celor 10 a fost introdus în 457 î.Hr. Ei au servit ca purtători de cuvânt pentru plebeii Romei, cu scopul de a proteja interesele plebeilor împotriva supremației patriciene. Tribunii puteau convoca întruniri ale consiliului pe care îl prezidau. Deoarece plebeii nu au fost capabili să întreprindă ei înșiși acțiuni politice, tribunele au avut ocazia să aibă un impact de durată prin funcția lor politică. Tribunii erau responsabili de organizarea sprijinului pentru legislație, organizarea de contiones, o formă de discurs sau de adunare, precum și de urmărirea penală a criminalilor în fața consiliului. Poziția lor de lideri ai Consiliului plebeian a dat tribunilor un mare control asupra orașului în capacitatea lor de a-i organiza pe plebei într-o armă politică.

#### Comitia Tributa Populi
Comiția Tributa era o adunare tribală care organiza cetățenii după locul de reședință. Există confuzie cu privire la diferența dintre Consiliul Plebeian și Comiția Tributa. Unii savanți au găsit motive să creadă că Concilium Plebis a devenit Comitia Tributa în 339 sau 287 î.Hr. De Martino și Von Fritz cred că după Lex Hortensia din 287 î.Hr., patricienii nu trebuie să fi fost excluși din Consiliul plebeian, deoarece legile create de conciliu erau acum aplicabile patricienilor. Cu toate acestea, alții cred că au fost adunări separate. Stavely a introdus posibilitatea ca Livy să nu fi înregistrat apariția Comiței Tribute din cauza lipsei de importanță a diferențelor terminologice. Prin urmare, Stavely a propus ca Comitia Tributa să fie înființată în 449 î.Hr.
Laelius Felix și G.W. Botsford a propus teorii care încearcă să distingă termenii concilium și comitia. Teoria lui Felix, deși urmată pe scară largă, este, de asemenea, puternic contestată. Teoria lui presupune că un concilium desemnează o adunare exclusivă care includea doar o parte din universus populus, în timp ce un comitia desemnează o întâlnire a unui întreg universus populus. Principalele argumente împotriva teoriei sale sunt:  definiția sa depinde de o distincție între adunările populus și ale plebeilor, în ciuda negării de rutină a existenței unei adunări formate exclusiv din plebei după 287 î.Hr.; și  există pasaje din autori romani care se referă la adunările plebei drept comitia, spre deosebire de Concilium Plebis. Acest lucru slăbește apoi propunerea lui Felix ca o comiție să desemneze o adunare a universus populus.
G. W. Botsford distinge aceste două tipuri de ansambluri în ceea ce privește funcția lor. În teoria sa, o comiție se referă la o adunare electorală, iar un concilium ar fi atunci o adunare legislativă sau judiciară. Deși teoriile prezentate de Botsford și Felix sunt diferite, pot fi găsite pasaje din Cicero și Livy care le susțin pe ambele. Un comitet pare să desemneze adunările de vot organizate, iar un concilium indică adesea o întâlnire a unui anumit grup care este exclusivă într-un anumit sens. Concilium Plebis este în mod definitiv o adunare politică.